# Djebel Ben en Nsour
Djebel Ben en Nsour är ett berg i Algeriet. Det ligger i provinsen Tiaret, i den norra delen av landet, 230 km sydväst om huvudstaden Alger. Toppen på Djebel Ben en Nsour är 1 465 meter över havet, eller 169 meter över den omgivande terrängen. Bredden vid basen är 15,0 km.